# Клара Гаскіл
Клара Гаскіл (рум. Clara Haskil; 7 січня 1895, Бухарест, Румунія — 7 грудня 1960, Брюссель) — швейцарська піаністка румунсько-єврейського походження.

## Життєпис

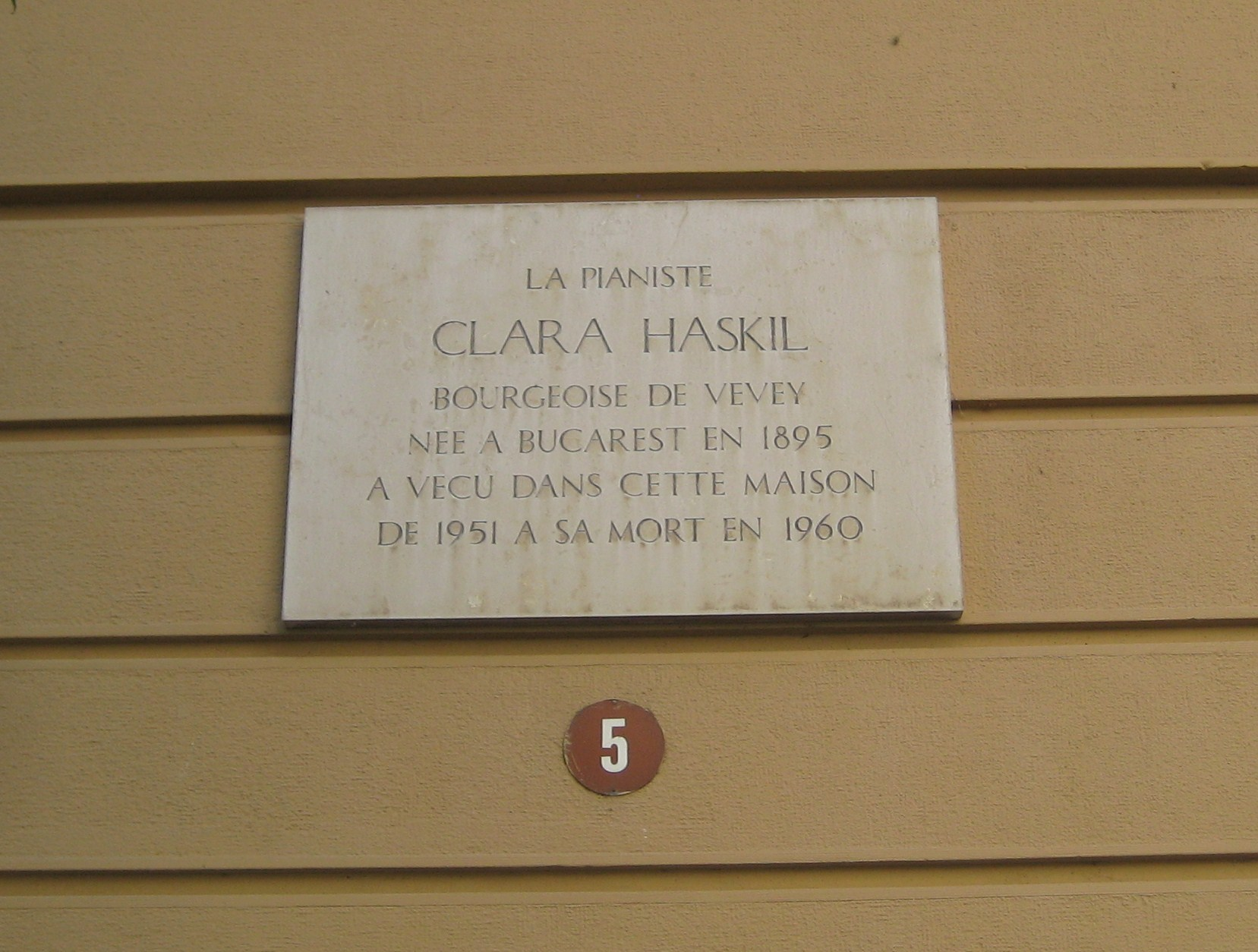
Пам'ятна дошка на будинку в Веве, де жила Клара Хаскіл

Клара Гаскіл народилася в Бухаресті однією з трьох дочок у сефардській родині. Незадовго перед народженням Клари батько Ісаак Гаскіл (помер 1899) перебрався з Бессарабії до Бухареста, де й одружився з Бертою Москоні. Клара навчалася музики з трирічного віку, вчилася грати на фортепіано та скрипці у Відні та Парижі. З 1927 по 1940 жила у Франції, після 1942 — в Швейцарії (м. Веве в кантоні Во), в 1949 взяла швейцарське громадянство.
Почала концертувати з 1910 року по Італії та Швейцарії, здобула широку популярність після циклу концертних виступів у 1949 році в Нідерландах. Прославилася виконанням творів Моцарта та композиторів-романтиків (Бетховена, Шумана, Шуберта, Шопена, Брамса, Рахманінова). Виступала в ансамблі з Джордже Енеску, Еженом Ізаї, Пабло Казальсом, Гезою Андою, Артуром Грюмьо, з диригентами Ансельмом Ансерме, Леопольдом Стоковським, Шарлем Мюншом, Гербертом фон Караяном.
Померла від важких травм голови, яких зазнала при падінні зі сходів Брюссельського вокзалу. Похована в Парижі на кладовищі Монпарнас. З 1963 в Веве щорічно відбувається Міжнародний конкурс піаністів імені Клари Гаскіл, тут їй встановлено пам'ятник, на її честь названо вулицю.